# Lucky People Center
Lucky People Center, ofta bara kallade LPC, började som en svartklubb i Göteborg på mitten av 1980-talet och var en löst sammansatt konst-, film- och musikkonstellation som främst gjorde sig kända under 1990-talet för sin elektroniska musik som blandar genrer som ambient house, trance och techno, sina experimentella filmer och sina energiska konserter där gruppens olika uttryck möttes.
I början av 1990-talet flyttade många av gruppens medlemmar, flera som också haft kopplingar till skivbolaget Radium 226.05, till Stockholm. 1991 gav de ut sin första singel. Mellan 1994 och 1997 turnerade Lucky People Center och spelade på flera större festivaler och liknande runt om i Europa. Under 1990-talet producerade de även de två filmerna Information is free (1994) och Lucky People Center International (1998).

## Medlemmar
Vilka som ingått i Lucky People Center är ofta outtalat och många personer har kommit och gått beroende på projekt. LPC grundades av Lars Åkerlund, Johan Söderberg och Sebastian Öberg På albumet Interspecies Communication nämns David Österberg, Jean-Louis Huhta, Johan Söderberg och Skander Chand, medan filmen Lucky People Center International nämner Söderberg, Erik Pauser och Jan Röed.

## Diskografi

### Singlar
- It's Still Cloudy in Saudi-Arabia, 1991
- Rodney King / Live in the World, 1992
- Ubuuntu, 1994
- Sundance, 1995
- To the Space, 1996
- What Is It?, 1998
- International, 1999

### Album
- Welcome to Lucky People Center, 1993
- Interspecies Communication, 1995
- Interference, 1999

## Filmografi
- Information Is Free, 1994
- Lucky People Center International, 1998 (återutgiven på DVD 2006)